# قانون حریم خصوصی اینترنت
قانون حریم خصوصی اینترنت قانون غیروجودی و ساختگی است که توسط وب سایت‌هایی که فعالیت‌های غیرقانونی انجام می‌دهند به منظور جلوگیری از سازمان‌هایی که به دنبال پیگرد قانونی برای چنین فعالیت‌هایی هستند، استناد می‌کنند. به عنوان مثال شبکه‌هایی که موسیقی، فیلم و نرم‌افزار به اشتراک می‌گذارند، غالباً این اقدام ساختگی را به نمایش می‌گذارند تا بتوانند خود را ازدستگیری محافظت کنند و بتوانند ادعای به دام افتادن در دادگاه را داشته باشند. در یک بیانیه، وب سایت‌ها ادعا می‌کنند که از ورود سازمان‌هایی که با anti-P2P یا سازمان‌های دولتی در ارتباط باشند جلوگیری می‌کند زیرا این کار موجب نقض شرایط قانونی می‌شود.
براساس بیانیه ای که در تعداد زیادی از سایت‌ها به نمایش داده می‌شود، آن را بیل کلینتون در سال ۱۹۹۵ امضا کرده‌است، اما در واقع او هرگز این قانون را امضا نکرده‌است زیرا هرگز وجود نداشته‌است. با استفاده از این «سلب مسئولیت» و سایر موارد دیگر یافتن چنین سایتی از طریق موتورهای اصلی جستجو آسان‌تر می‌شود.
اطلاعیه متنی در این سایت‌ها معمولاً به صورت زیر است، اما می‌تواند متفاوت باشد:
اگر به هر دولت، گروه anti-piracy یا هر گروه مرتبط دیگری وابسته هستید یا به‌طور رسمی کارمند یکی از آنها نیستید که نمی‌توانید وارد این وب سایت شوید، نمی‌توانید به هیچ‌یک از پرونده‌های آن دسترسی پیدا کنید و نمی‌توانید هیچ‌یک از پرونده‌های HTML را مشاهده کنید. اگر وارد این سایت شوید، با این شرایط موافق نیستید و کد ۴۳۱٫۳۲۲٫۱۲ قانون حریم خصوصی اینترنت را که توسط بیل کلینتون در سال ۱۹۹۵ به امضا رسیده‌است نقض می‌کنید و این بدان معنی است که شما نمی‌توانید ISP (های) ما یا هر شخص یا شخص دیگری را تهدید کنید یا شرکتی که این فایل‌ها را ذخیره می‌کند، و نمی‌تواند شخص (های) وابسته به این صفحه را که شامل خانواده، دوستان یا افرادی است که این وب سایت را اجرا یا وارد می‌کنند تحت پیگرد قانونی قرار دهد.

## تاریخچه استفاده
این اقدام غلط اولین بار در اواخر دهه ۱۹۹۰ در تعداد زیادی از سایت‌هایی که به فعالیت‌های غیرقانونی مانند تبلیغ و توزیع مواد "knock-off" (تقلبی) مشغول بودند، نشان داده شد. با گذشت زمان، به استثنای چند تغییر جزئی برای مطابقت با محتوای یک وب سایت، پاراگراف برداشت و کپی و جایگذاری شد. مثالی در زیر آورده شده‌است:
اگر به هر دولت، پلیس، گروه ant-piracy یا سایر گروه‌های مرتبط، وابسته هستید یا در Adidas ,Manolo Blahnik, Converse, Louis Vuitton, Chanel Burberry Hermes, Prada, Air Jordan, Nike, Timberland, Gucci, Cartier, Oakley کار می‌کنید به‌طور مستقیم یا غیرمستقیم، یا هر گروه مرتبط دیگر، یا به‌طور رسمی کارگر هستید، نمی‌توانید وارد این صفحات وب، پیوندها یا دسترسی به هیچ‌یک از پرونده‌های آن شوید و نمی‌توانید هیچ‌یک از فایل‌های HTML را مشاهده کنید اگر در واقع شما وابسته یا وابسته به شرکت‌های فوق هستید، با ورود به این سایت با این شرایط موافقت نمی‌کنید و کد ۴۳۱٫۳۲۲٫۱۲ قانون حریم خصوصی اینترنت را که توسط بیل کلینتون در سال ۱۹۹۵ امضا شده نقض می‌کنید و این بدان معنی است که شما نمی‌توان ISP(ها) ما یا هر شخص یا شرکتی را که این پرونده‌ها را ذخیره می‌کند تهدید کرد و نمی‌تواند شخص (های) وابسته به این وب سایت را تحت پیگرد قانونی قرار دهد.
در طول قرن، هزاران وب، FTP و سایت‌های دیگر از این بیانیه برای جلوگیری از مقامات استفاده کردند. بعضی وقت‌ها هنوز هم در شبکه‌ها و پروتکل‌های به اشتراک گذاری فایل مدرن دیده می‌شود. دلایل دیگر برای آن ممکن است اطمینان دادن به بازدید کنندگان عمومی می‌باشد که اقدامات و داده‌های آن‌ها به نوعی محافظت می‌شود.